# Vacariça
Vacariça is een plaats (freguesia) in de Portugese gemeente Mealhada en telt 2080 inwoners (2001).